# Castello Normanno (Terlizzi)
Das Castello Normanno war eine Burg in Terlizzi in der italienischen Region Apulien. Er wurde im 11. Jahrhundert erbaut. Heute ist davon nur noch wenig erhalten. Auf seinen Resten und neben dem einzig verbliebenen Turm wurde im 17. Jahrhundert der Palazzo de Gemmis errichtet.

## Geschichte
Mit der normannischen Eroberung wurde Terlizzi zum Lehensgebiet und 1073 kam es in den Einflussbereich von Giovinazzo und unter die Herrschaft des normannischen Grafen Amico di Giovinazzo, der in beiden Gemeinden Festungen erbauen ließ.
Die Burg mit drei Türmen in Terlizzi, auf der sowohl das Stadtwappen als auch der lateinische Ortsname „Turricum“ beruhen, sorgte dafür, dass aus dem „Locus“ (dt.: Ort) ein „Castellum“ (dt.: Burg) und schließlich 1133 eine „Civitas“ (dt.: Stadt, Gemeinde) wurde.
Heute ist von dieser Burg nur noch wenig erhalten, nur ein Turm und ein neuerer Baukörper, der die Grenzen des ursprünglichen Gebäudes aufzeigt. Die beiden anderen Türme, die Teil des Komplexes waren, sind ebenso verschwunden wie die Mauern und die Befestigungen.
Zu seinen Hochzeiten übertraf das Castello Normanno di Terlizzi in der Größe die Burgen von Giovinazzo und Molfetta. In der Burg weilten neben dem Grafen Amico di Giovinazzo auch Kaiser Friedrich II. und König Ferdinand I. von Aragón, Sizilien und Sardinien. Es war ein Brennpunkt, ein Treffpunkt der Kaufleute aus der Gegend, eine Wegkreuzung und notwendige Einkehr für die Reisenden.
Von der zweiten Hälfte des 17. Jahrhunderts bis zur ersten Hälfte des 20. Jahrhunderts gehörte der an den alten Turm anschließende, verschwenderische Palast, der in den Resten der Burg entstanden war, einem Nebenzweig der Barone De Gemmis. In diesem Palast lebten im 19. Jahrhundert und in der ersten Hälfte des 20. Jahrhunderts der juristische Autor Cavaliere Michele de Gemmis (1799–1871) und dann dessen Sohn, der Cavaliere Tommaso de Gemmis (1854–1942). Heute sind in dem Palast Wohnungen untergebracht.